# Classe Saipan
La classe Saipan est une classe de porte-avions légers terminée après la Seconde Guerre mondiale. Deux navires ont été construits : l'USS Saipan (CVL-48) — renommé plus tard USS Arlington (AGMR-2) — et l'USS Wright (CVL-49) — renommé plus tard USS Wright CC-2.
Elle est nommée d'après la bataille de Saipan.

## Unités de la classe
| Nom    | Quille          | Lancement          | Armement        | Chantier              | Destin |
| Saipan | 10 juillet 1944 | 8 juillet 1945     | 14 juillet 1946 | New York Shipbuilding | Converti en transport d'avions en 1959, en relais de communications en 1966, rayé des listes le 15 août 1975. |
| Wright | 21 août 1944    | 1er septembre 1945 | 9 février 1947  | New York Shipbuilding | Converti en transport d'avions en 1959, en NECPA (en) en 1963, rayé des listes le 1er décembre 1977.          |